# Шварценфельд
Шварценфельд (нім. Schwarzenfeld) — громада в Німеччині, розташована в землі Баварія. Підпорядковується адміністративному округу Верхній Пфальц. Входить до складу району Швандорф. Центр об'єднання громад Шварценфельд.
Площа — 38,27 км2. Населення становить 6319 ос. (станом на 31 грудня 2020).

## Галерея

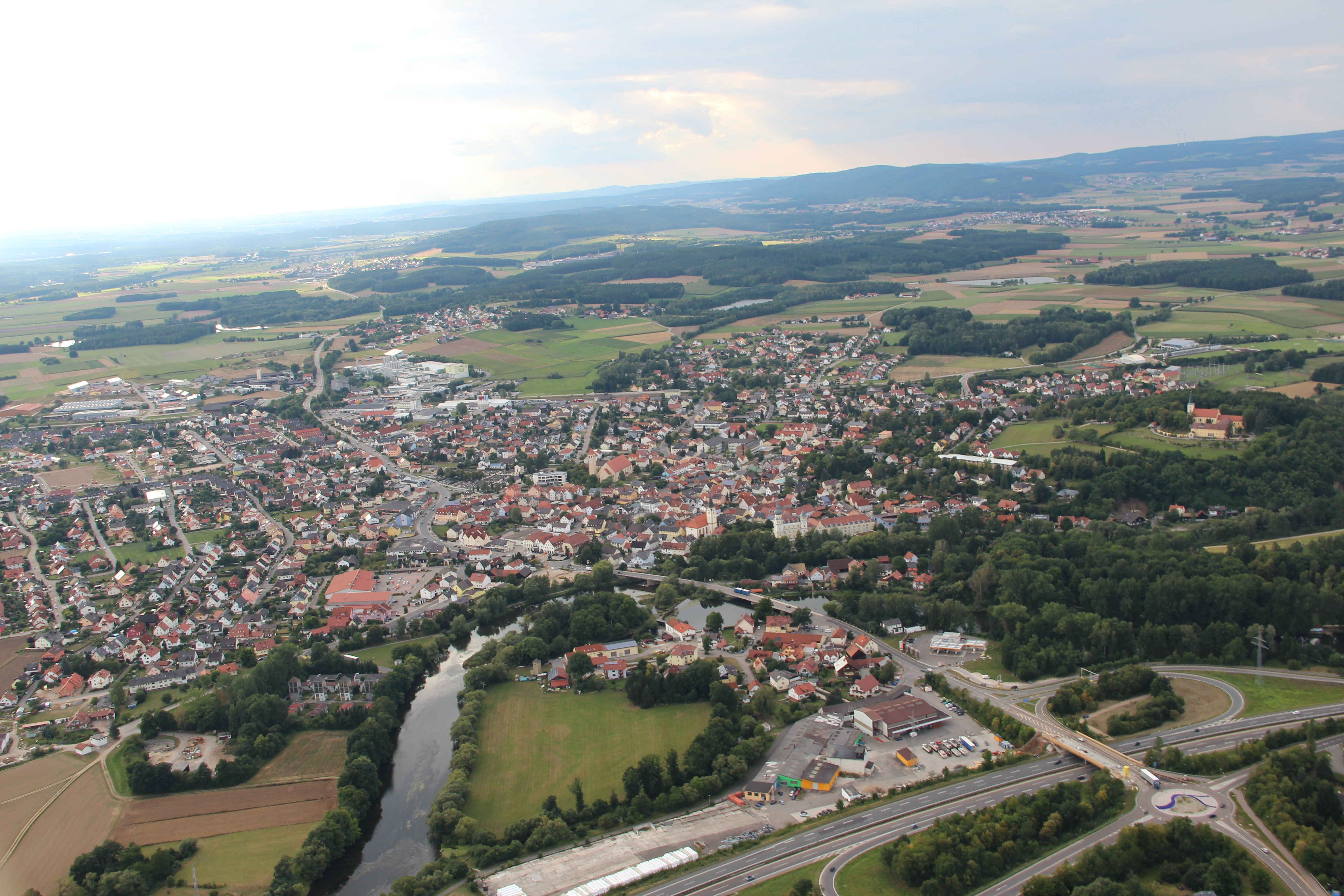
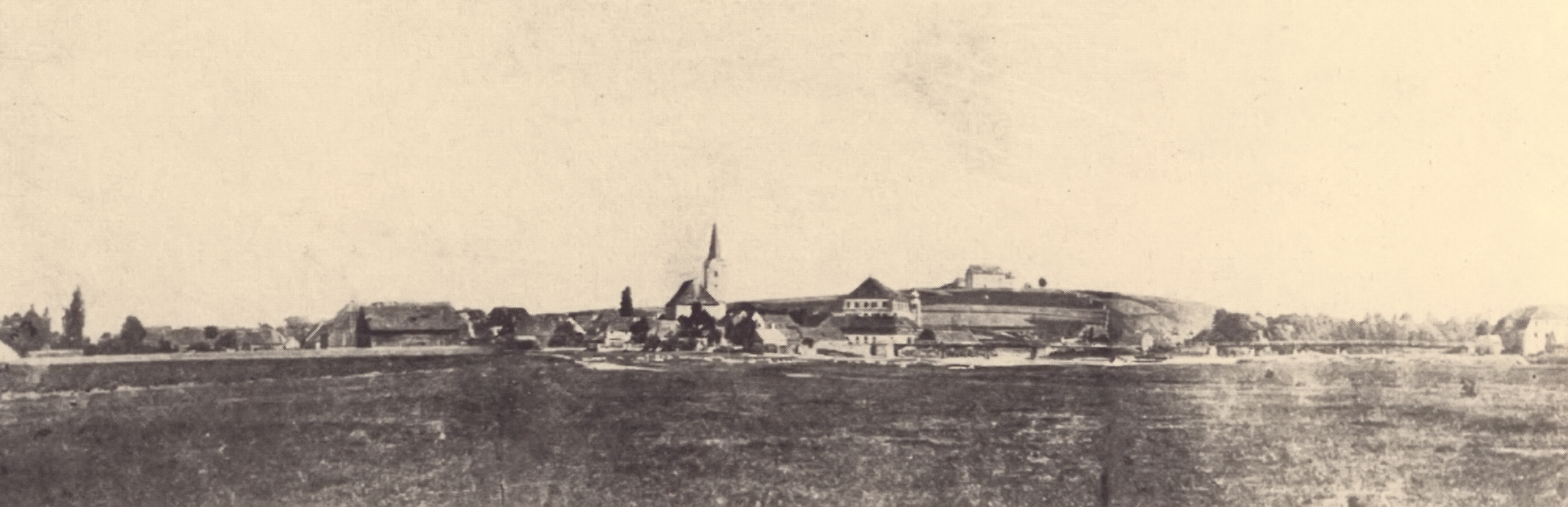
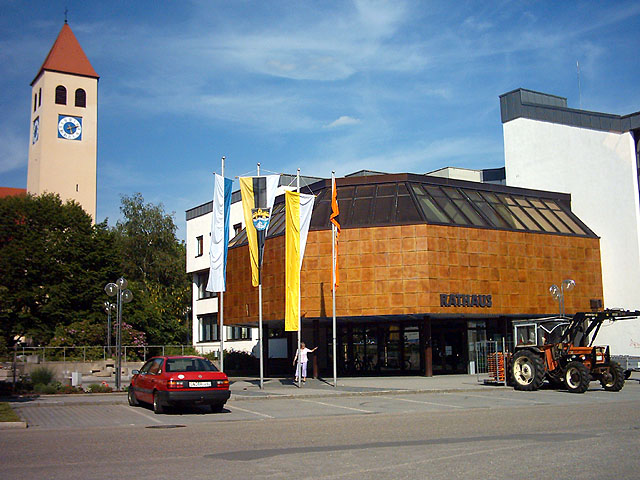
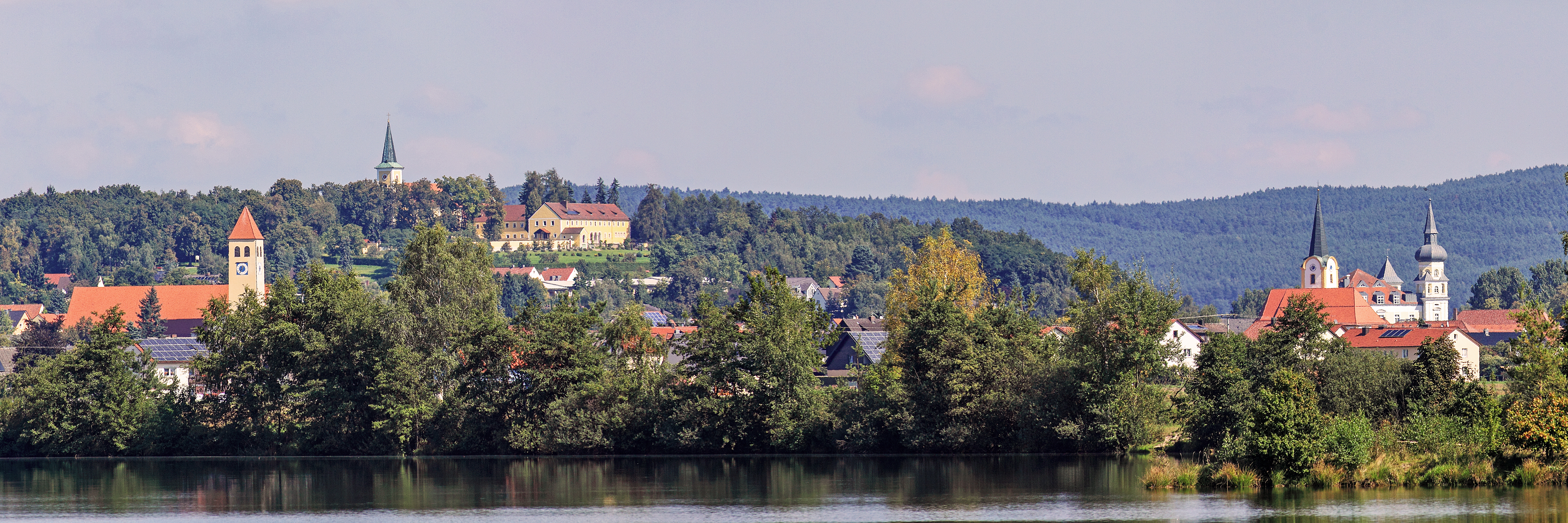
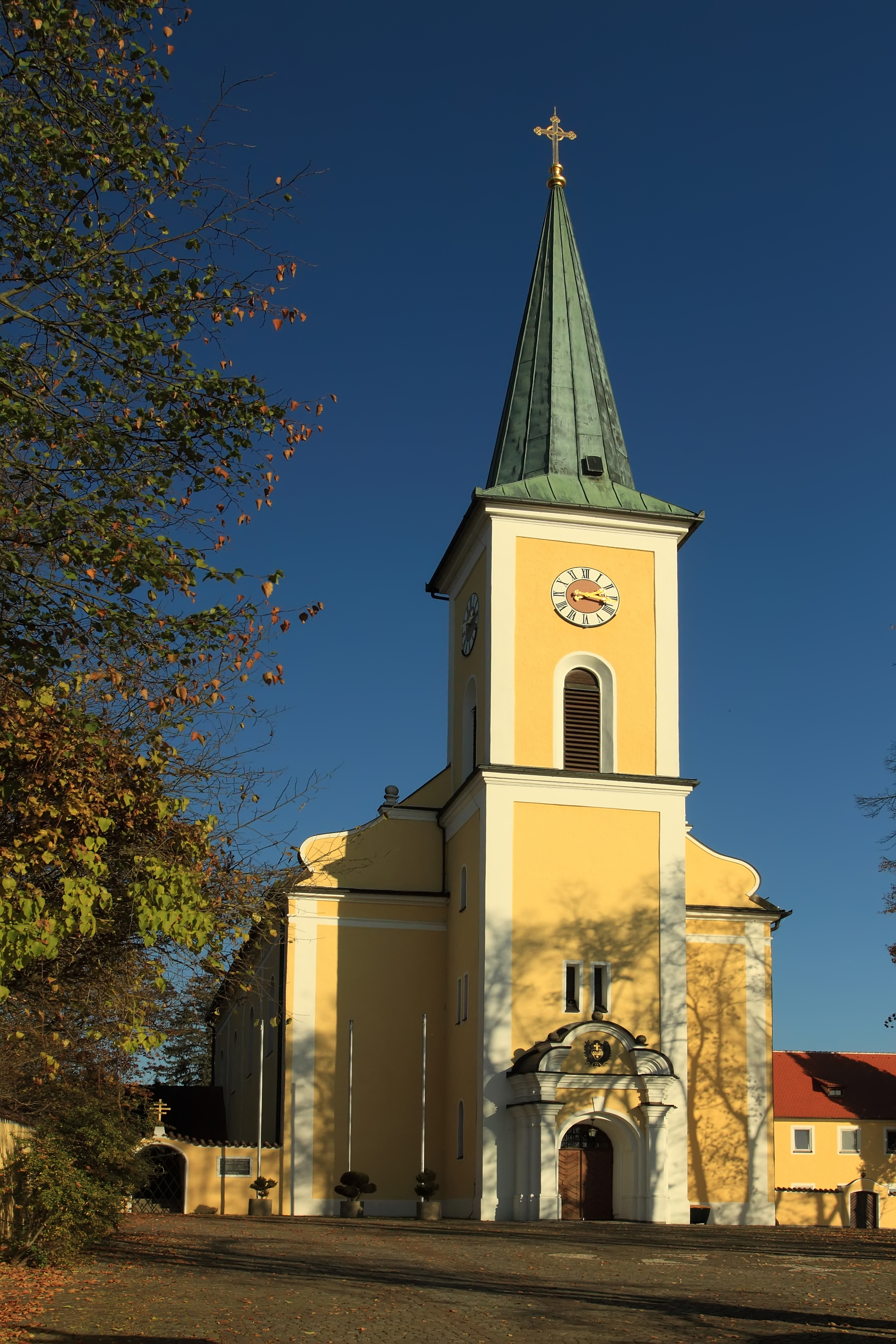
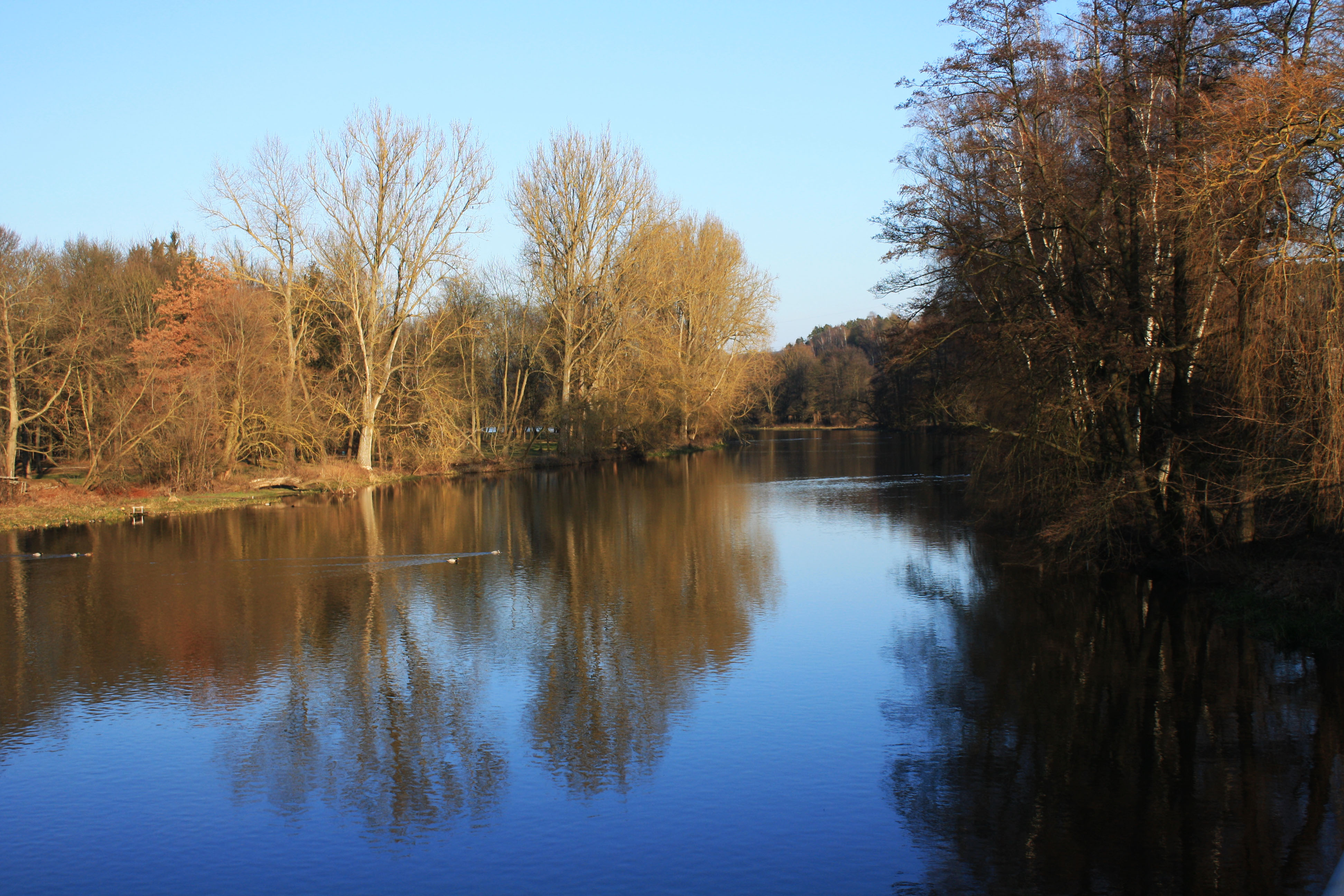